# انتون چیکو (نیومکزیکو)
انتون چیکو، نیومکزیکو (به انگلیسی: Anton Chico) یک منطقهٔ مسکونی در ایالات متحده آمریکا است که در نیومکزیکو واقع شده‌است. انتون چیکو ۱۸۸ نفر جمعیت دارد و ۱٬۶۰۱٫۱۳ متر بالاتر از سطح دریا واقع شده‌است.